# Samariscus filipectoralis
Samariscus filipectoralis är en fiskart som beskrevs av Shen 1982. Samariscus filipectoralis ingår i släktet Samariscus och familjen Samaridae. IUCN kategoriserar arten globalt som otillräckligt studerad. Inga underarter finns listade i Catalogue of Life.